# Matruchotia riograndensis
Matruchotia riograndensis är en svampart som beskrevs av Rick 1934. Matruchotia riograndensis ingår i släktet Matruchotia, divisionen sporsäcksvampar och riket svampar.   Inga underarter finns listade i Catalogue of Life.